# Добкевич, Анатолий Иванович
Анатолий Иванович Добкевич (31 октября 1896 — февраль 1942, Симферополь) — русский советский актёр Симферопольского драматического театра. Заслуженный артист РСФСР (1940). Муж Заслуженной артистки Крымской АССР и подпольщицы А. Ф. Перегонец. Казнён немецкими оккупантами.

## Биография
Родился 31 октября 1896 года. В 1913 году окончил Московское филармоническое училище. Дебютировал в Московском театре Корша (1913—1916), играл в театрах Харькова, Киева, Одессы, Казани, Новосибирска, Иркутска.
В сезон 1924—1925 года в Казани познакомился с А. Ф. Перегонец. Переехал за ней в Ленинград где был без места и играл в разовых выходах. К концу 1930 годов они поженились.
В 1931 году переехал в Севастополь, а в 1932 году вступил в труппу Симферопольского драматического театра, где служил до конца жизни. Основное место в творчестве Добкевича разработка образа советского современника: Шадрин («Человек с ружьём»), Годун («Разлом»), Алексей («Оптимистическая трагедия»), Гайдай («Гибель эскадры»), Платон («Платон Кречет») и другие. Из классического русского репертуара играл Бориса Годунова, Несчастливцева, Сатина.
В сезон 1934—1935 годов главный режиссер театра Б. А. Бертельс включил в репертуар «Любовь Яровую» К. А. Тренева. Главной удачей спектакля стали две роли: А. Добкевич (Швандя) и А. Перегонец (Дунька). 5 ноября 1940 года Анатолию Добкевичу было присвоено почётное звание «Заслуженный артист РСФСР» «За выдающиеся заслуги в области искусства».
После начала Великой Отечественной войны выезжал со спектаклями и концертами в части Красной Армии, выступал на общегородских митингах интеллигенции с призывами к защите Родины. Перед захватом Симферополя немецкими оккупантами театр опоздал с эвакуацией и труппа вернулась в город. Добкевич отказался от предложенного немцами поста городского головы. Был арестован 30 января 1942 года и погиб в феврале 1942 года в застенках гестапо.

## Семья
Жена Александра Фёдоровна Перего́нец (15 ноября 1895, Кузнецк-Сибирский, Томская губерния — 10 апреля 1944, Симферополь) — русская и советская актриса театра и кино, подпольщица, член организации «Сокол», трагически погибшая в годы Великой Отечественной войны. Заслуженная артистка Крымской АССР.